# Баш-Алят
Баш-Алят (Алят Главный; азерб. Baş Ələt) — посёлок в Азербайджане, расположен в Гарадагском районе города Баку.
Посёлок расположен на равнине, в 56 км к юго-западу от посёлка Локбатан.
В посёлке находится станция железной дороги Баку-Тбилиси.
По состоянию на 1978 год в посёлке проживало 1333 человека.